# Une partie de cartes
Une partie de cartes er en fransk stumfilm fra 1896 af Georges Méliès.